# Уговор о организовању путовања
Уговор о организовању путовања јесте такав уговор којим се организатор путовања обавезује да прибави путнику скуп услуга које се састоје од превоза, боравка и других услуга које су са њима у вези, а путник се обавезује да том организатору плати једну укупну, паушалну цену за ту услугу. Овај уговор обухвата предмет који чини скуп услуга, познат као уговор о пакету услуга који чине услуге међусобно повезане у јединствену целину, за разлику од посредничког уговора о путовању који обухвата више изолованих услуга.
Спада у уговоре о туристичким услугама које се јављају у областима попут угоститељства, саобраћаја, осигурања, трговине, банкарства и др. То су уобичајене услуге као што су туристичко-агенцијске услуге, туристичка путовања у земљи и иностранству, смештај, исхрана, излети и екскурзије, као и услуге конгресног, здравственог и рекреативног туризма.

## Закључивање уговора
Уговор о организовању путовања закључују уговорне стране: организатор путовања (најчешће туристичка агенција) и путник. Уговор је двострано обавезан, теретан, именовани уговор, и приликом закључења овог уговора организатор путовања издаје путнику потврду о путовању, која има два циља: да обезбеди доказ о постојању и садржини уговора (лат. Prima facie – сматра се да је тачно оно што пише у потврди све док се не докаже супротно) и да информише путника.
Потврда о путовању треба да садржи: место и датум издавања, ознаку и адресу организатора путовања, име путника, место и датум почетка и краја путовања, датуме боравка, нужне податке о превозу, боравку и другим услугама које су обухваћене укупном ценом. Треба да садржи најмањи број потребних путника, цену и услове за раскид уговора као и друге потребне податке.

## Обавезе организатора путовања
Организатор путовања уговором о организовању путовања преузима обавезе утврђене законима, посебно Законом о облигационим односима Републике Србије, узансама и обичајима и дужан је да путнику обезбеди све потребне информације везане за путовање и да му пружи све услуге описане у уговору или програму путовања.
Информације би требало да обухватају цене и услове превоза, боравка и посебних услуга, затим детаље око квалитета смештаја, царинске формалности, санитарне, монетарне и остале прописе.
Са друге стране, информације које организатор добије од путника, сва обавештења о путнику, личне информације, детаљи о пртљагу и кретањима те особе, може саопштити трећем лицу једино уз одобрење путника или на захтев надлежног органа.

### Одговорност за организовање путовања
Организатор путовања одговара за штету коју проузрокује путнику због потпуног или делимичног неизвршења обавеза које се односе на организовање путовања предвиђених уговором. На пример, ако туристичка агенција резервише собе у хотелу за други дан, тј. не за дан доласка путника или ако организатор путовања путника смести у хотел који је нижег ранга од хотела који је предвиђен програмом путовања и уговором, такве ситуације се сврставају у неизвршење обавеза организације и организација је тиме одговорна за штету нанету путнику.
Ако сам пружа услуге превоза, смештаја или друге услуге везане за извршење организованог путовања, организатор одговара за штету причињену путнику према прописима који се односе на те услуге.
Када се организације које се баве туристичким путовањима у извршењу уговорених услуга служе трећим лицима (превозилац, хотелијер и сл.), у случају настанка штете у току кошишћења услуге, након накнаде путнику имају право на регрес према трећем лицу које је одговорно за ову штету. Путник, међутим, може своје право на накнаду да оствари и директном тужбом према трећем лицу.

### Промена цене
У ситуацији када је након склапања уговора дошло до промена у курсу, замени валуте или пак до промена у тарифама превозника које утичу на цену путовања, организатор може захтевати повећање уговорене цене. То може учинити једино ако је право на повећање цене предвиђено у потврди о путовању.
Уколико су услуге из уговора о организовању путовања непотпуно или неквалитетно извршене, путник може захтевати сразмерно снижење цене под условом да је ставио приговор организатору путовања у року од осам дана од дана завршетка путовања.

## Обавезе путника
Путник је обавезан да плати цену на време и на начин како је уговорено. Он може одредити другог корисника уговорене услуге (земена путника), само под условом да то лице задовољава посебне захтеве предвиђене за одређено путовање и да се организатору надокнаде евентуални трошкови проузроковани заменом. Путнику је законом омогућено да одустане од оговора о путовању у сваком тренутку, уз обавезу накнаде штете организатору, коју је због тога претрпео. Уколико путник одустане од путовања у разумном року пре почетка, организатор има право само на накнаду административних трошкова.
Путник је дужан да се побрине пре почетка путовања да све што достави организатору, укључујући лична документа (нпр. пасош) и пртљаг, буде у складу са свим прописима предвиђеним царинским и граничним условима како би се путовање одвило несметано.

## Измене програма путовања
Може се десити да организовано путовање изискује одређене измене или одустајање од уговора услед непредвиђених околности које се не могу избећи, стога организатор путовања је у обавези да на време о томе обавести путника и да трошкове који су настали том приликом преузме на себе а у случају одустајања, целокупну суму врати путнику. У случају замене смештаја, организатор мора ставити на располагање путнику, објекат исте категорије као у уговору, или објекат више категорије на рачун организатора.
Уколико због измена путник одустане од путовања, организатор је у обавези да у целости врати оно што је примио од путника. За разлику од путника који у сваком тренутку може одустати од уговора, можемо истаћи да организатор путовања има право на одустанак само у два случаја:
1. У случају више силе,
2. У случају да се минималан број путника, предвиђен у програму путовања, није сакупио.

Ако је организатор путовања одустао од уговора у току путовања, он има право на правичну накнаду за остварене услуге али је дужан да предузме све мере како би заштитио интерес путника.